# جورج ر. ريفيس
جورج ر. ريفيس (بالإنجليزية: George R. Reeves)‏ هو سياسي أمريكي، ولد في 3 يناير 1826، وتوفي في 5 سبتمبر 1882.